# Harry Puddicombe
Henry „Harry“ Puddicombe (* 14. Juni 1870 in London, Ontario; † 7. Juni 1953 in Ottawa) war ein kanadischer Musikpädagoge und Komponist.

## Leben und Wirken
Puddicombe ging im Alter von 21 Jahren nach Leipzig, um Klavier bei Martin Krause zu studieren. Da sich sein Wunsch, Konzertpianist zu werden, nicht erfüllte, kehrte er nach Kanada zurück und gründete 1902 in Ottawa das Canadian Conservatory of Music. Dort unterrichteten u. a. Annie Jenkins, Herbert Sanders und sein Schwager Donald Heins. Er leitete das Konservatorium bis zur Schließung 1937 und gab danach weiter privaten Unterricht. Zu seinen Schülern zählten Yvon Barette, Gladys Barnes, Gladys Ewart, Hélène Landry, Olive Munro, Ethel Thompson, Beulah Duffy und Elise Tye. Als Komponist trat er mit Werken wie dem Poème tragique für Klavier hervor.

## Quelle
- The Canadian Encyclopedia - Harry  Puddicombe

| Personendaten    | Personendaten                           |
| ---------------- | --------------------------------------- |
| NAME             | Puddicombe, Harry                       |
| ALTERNATIVNAMEN  | Puddicombe, Henry                       |
| KURZBESCHREIBUNG | kanadischer Musikpädagoge und Komponist |
| GEBURTSDATUM     | 14. Juni 1870                           |
| GEBURTSORT       | London, Ontario                         |
| STERBEDATUM      | 7. Juni 1953                            |
| STERBEORT        | Ottawa                                  |